# Hayiz
Hayiz (oder Hayz) ist ein aus der arabischen Astrologie stammender Begriff, der eine weniger bedeutende akzidentielle Würde eines Planeten bezeichnet. Demnach ist ein Tagplanet (Sonne, Jupiter oder Saturn) „in Hayiz“, wenn er in einem Taghoroskop in der Taghälfte steht. Ein Nachtplanet (Mond, Venus oder Mars) ist in Hayiz, wenn er in einem Nachthoroskop in der Nachthälfte steht. 
Es kann auch noch zusätzlich gefordert werden, dass ein Tagplanet in einem Tagzeichen steht bzw. ein Nachtplanet in einem Nachtzeichen.
Hayiz gilt als leicht begünstigend und stärkend und wird heute nur noch in der Stundenastrologie gelegentlich berücksichtigt.